# NGC 22
NGC 22 (другие обозначения — UGC 86, MCG 5-1-39, ZWG 499.55, PGC 690) — спиральная галактика (Sb) в созвездии Пегас.
Этот объект входит в число перечисленных в оригинальной редакции «Нового общего каталога».
Когда Джон Гершель опубликовал свой «Общий каталог», а затем Джон Дрейер опубликовал NGC, было сделано предположение, что объекты под обозначениями «GC 8» и «GC 12» являются записями наблюдений NGC 16. Однако в 2014 году астроном Вольфганг Штейнике предположил, что обе записи являлись на самом деле либо наблюдениями какой-либо слабой звезды, либо NGC 22.